# Château d'Isola Farnese
Le château Farnèse est un château médiéval situé à Rome, dans le domaine de l'Isola Farnese. Il a été construit par la famille Orsini au XIIIe siècle, puis est passé au XVIe siècle aux Farnèse.

## Histoire
Le château, datant du Moyen Âge, a été modifié à l'intérieur et doit sa forme actuelle au cardinal Alessandro Farnese.
Il était la propriété de :
- Paolo Giordano Orsini, premier duc de Bracciano et sa famille depuis le XIIIe siècle ;
- Alessandro Olgiati, noble romain, à partir du 9 octobre 1560, acquis au prix de 17 250 écus en tant que prête nom du cardinal Farnèse ;
- le cardinal Alessandro Farnese, qui l'a acquise le 16 avril 1567 au prix de 16 500 écus ;
- la chambre apostolique, le 19 décembre 1649, Ranuce II Farnèse accepté de le céder au duc de Castro pour la somme de 1 629 750 écus ;
- Marianne de Savoie, duchesse de Chablais et femme de Benoît de Savoie, à partir de 1820, dans la confirmation d'un précédent contrat de bail ;
- Maria Cristina de Savoie née de Bourbon-Naples, la reine consort de la Sardaigne, en tant qu'épouse de Charles-Félix de Savoie, comme héritage à partir de 1824 à la suite de la mort de Marianne de Savoie, sœur de l'époux ;
- Famille Rospigliosi, à partir de 1844 ;
- Famille Ferraioli, date d'achat non déclarée ;
- Famille de Robilant, du 31 mars 1961.

## Galerie

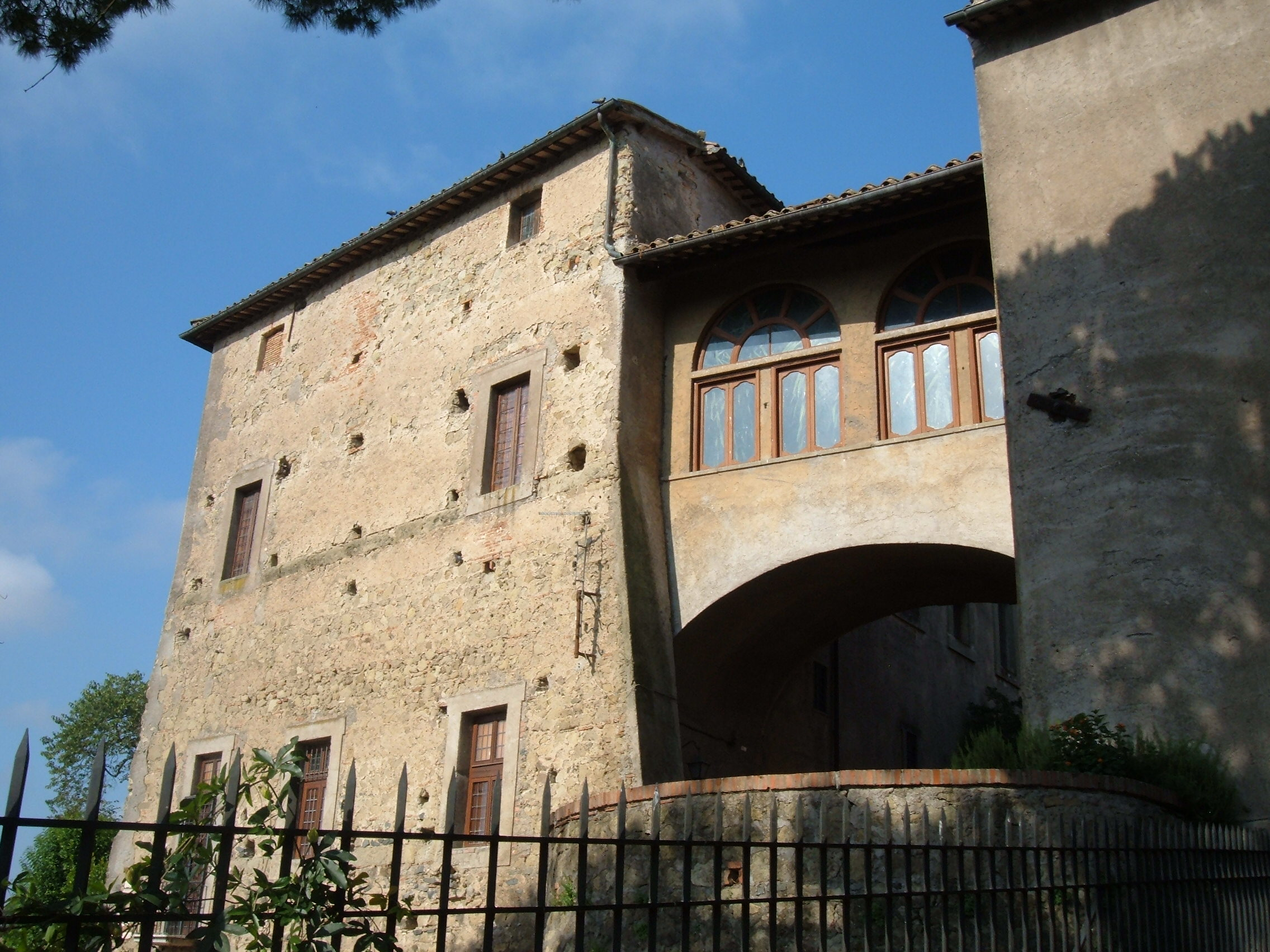
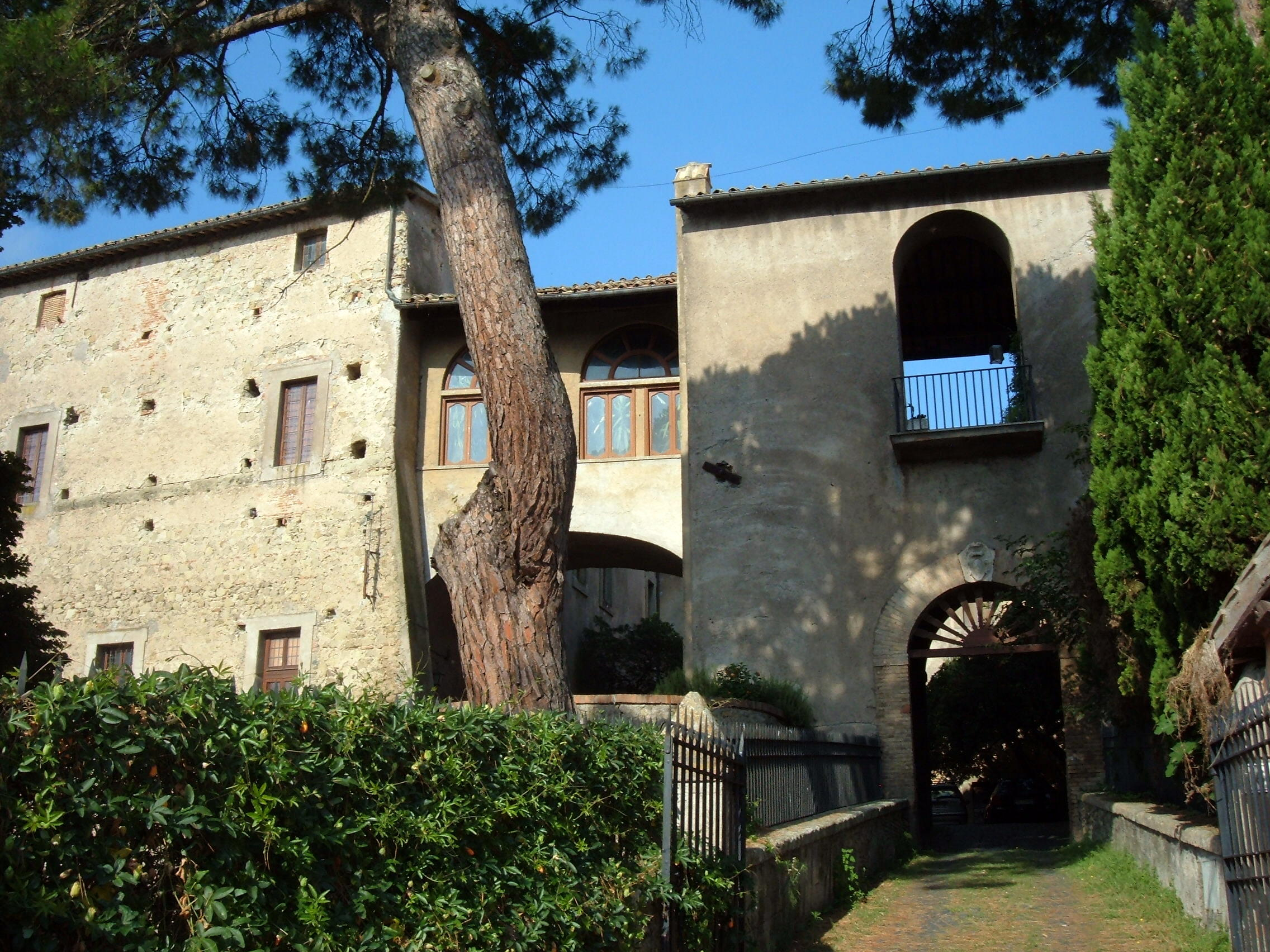